# Α衰变

α衰变示意圖

α衰變（英語：Alpha decay）是一種放射性衰變。當放射性核素發生α衰變時，會從原子核中射出一個α粒子，α粒子是由2個質子和2個中子組成的複合粒子，即氦-4（4
2He
）的原子核。α衰變發生後，原子核的質量數（A）會減少4個單位，其原子序（Z）也會減少2個單位。其通式為：
{\displaystyle _{Z}^{A}X\;\to \;{}_{Z-2}^{A-4}Y\;+\;{}_{2}^{4}{\hbox{He}}}
下面之反應式是α衰變的一個例子：鈾-238通過發射α粒子的衰變形成釷-234的過程可表示為：
{\displaystyle \mathrm {^{238}_{\ 92}U\;\to \;{}\ _{\ 90}^{234}Th\ +_{\ 2}^{\ 4}He} }
上式也可寫成下式：
{\displaystyle {}^{238}{\hbox{U}}\;\to \;^{234}{\hbox{Th}}\;+\;\alpha }
α衰變亦有可能伴隨γ射線的發射，例如釙-210α衰變為鉛-206時有十萬分之一的機率連帶發生γ衰變，放出γ射線：
{\displaystyle \mathrm {^{210}_{\ 82}Po\;\to \;{}\ _{\ 80}^{206}Pb\ +_{\ 2}^{\ 4}He\ +\gamma } }
理論上，比28號元素鎳更重的原子核有機會發生α衰變。但實際上，已知會發生α衰變的放射性核素大多為原子序在82以上的元素。除鈹-8外，目前已知可發生α衰變的最輕核素為銻-104（104
51Sb
）。至於輕質量核素鈹-8（8
4Be
）會衰變成兩個α粒子，是α發射體中的特例。
α衰變是一種核分裂，為簇衰變中最普遍的一種。如同其他簇衰變，α衰變涉及量子物理學中的穿隧效應。和β衰變不同的是α衰變是由強核力力場產生和控制。
一顆α粒子帶有5百萬電子伏特的動能（約等於一顆α粒子的總能量的0.13%），其移動速度是每秒15,000公里，即是只達到5%光速（光速是時速1,079,252,848.8公里，每秒300,000公里）；由於α粒子相對大的質量，其+2的電荷，以及相對慢的移動速度，它們非常容易和其他原子核等粒子反應並失去能量，因此α粒子在空氣中移動幾厘米的距離就會被吸收。
地球上大多數的氦氣都是來自地下蘊藏的鈾、釷及其子核素α衰變產生的氦-4，並作為開採天然氣的副產品被帶至地表。

## 參閱
- α粒子
- β衰变
- γ衰变
- 簇衰變